# Idioma pitjantjatjara
El idioma pitjantjatjara es una lengua aborigen perteneciente al grupo de lenguas del Desierto Occidental tradicionalmente hablado por el pueblo pitjantjatjara en Australia Central. Es mutuamente inteligible con otras variedades de la lengua de Desierto Occidental, y está estrechamente relacionado al hablado por el pueblo Yankunytjatjara. Los nombres para los dos grupos están basados en sus palabras respectivas para "venir/ir".